# Aghnjadzor
Aghnjadzor là một đô thị thuộc tỉnh Vayots Dzor, Armenia. Dân số ước tính năm 2011 là 473 người.